# Пасхальные часы
Пасха́льные часы, Часы Святой Пасхи — одна из служб суточного богослужебного круга, которая совершается на Пасху и далее ежедневно в течение всей Светлой (Пасхальной) седмицы вместо каждой из следующих служб: Первый час, Третий час, Шестый час, Девятый час, Повечерие и Полунощницу (а в Русской Православной Церкви также вместо утренних молитв и вместо молитв на сон грядущим).
В отличие от обычных часов (церковных служб), Пасхальные часы не содержат псалмов и покаянных молитв (кроме «Господи, помилуй)», а также изменяемых вставок. Как и все пасхальные чинопоследования, Пасхальные часы исполнены радости и благодарения Христу Богу.
Схема совершения
- Вначале иерей возглашает: «Благослове́н Бог наш всегда́, ны́не и при́сно и во ве́ки веко́в», а при его отсутствии мирянин начинает чтение словами: «Моли́твами святы́х оте́ц на́ших, Го́споди Иису́се Христе́ Бо́же наш, поми́луй нас.»[1]. Перед Первым часом и перед Шестым часом этого возгласа не бывает.
- Клирос поёт:

1. «Ами́нь.»,
2. Тропарь Пасхи: «Христо́с воскре́се из ме́ртвых, сме́ртию сме́рть попра́в и су́щим во гробе́х живо́т дарова́в.» — трижды,
3. Воскресная песнь, глас 6: «Воскресе́ние Христо́во ви́девше, поклони́мся Свято́му Го́споду Иису́су,..» — трижды,

- Затем на 8-й тропарный глас:

1. Ипакои: «Предвари́вшия у́тро я́же о Марии́, и обре́тшия ка́мень отва́лен от гро́ба,..»,
2. Кондак: «А́ще и во гроб снизше́л еси, Безсме́ртне, но а́дову разруши́л еси́ си́лу,..»,
3. Тропарь: «Во гро́бе пло́тски, во а́де же с душе́ю я́ко Бог, в ра́и же с разбо́йником,..»,
4. «Сла́ва Отцу́ и Сы́ну и Свято́му Ду́ху.»,
5. «Я́ко Живоно́сец, я́ко ра́я красне́йший, вои́стинну…»,
6. «И ны́не и при́сно и во ве́ки веко́в. Ами́нь»,
7. «Вы́шняго освяще́нное Боже́ственное селе́ние, ра́дуйся,..»,

- «Го́споди, поми́луй» — 40 раз, обычно на одной ноте,
- Затем опять на мотив 8-го тропарного гласа:

1. «Сла́ва Отцу́ и Сы́ну и Свято́му Ду́ху. И ны́не и при́сно и во ве́ки веко́в. Ами́нь»,
2. «Честне́йшую Херуви́м и Сла́внейшую без сравне́ния Серафи́м,..»,
3. «И́менем Госпо́дним благослови́, о́тче.» В кафедральных и ставропигиальных храмах вместо этого может петься: «И́менем Госпо́дним Высо́копреосвяще́ннейший Влады́ко благослови́.»

- Священник (или канонарх) возглашает: «Моли́твами святы́х оте́ц на́ших, Го́споди Иису́се Христе́ Бо́же наш, поми́луй нас.»
- Хор:

1. «Ами́нь.»,
2. «Христо́с воскре́се из ме́ртвых, сме́ртию сме́рть попра́в и су́щим во гробе́х живо́т дарова́в.» — трижды,
3. «Сла́ва Отцу́ и Сы́ну и Свято́му Ду́ху, и ны́не и при́сно и во ве́ки веко́в. Ами́нь»,
4. «Го́споди, поми́луй» — трижды,
5. «Благослови́.» В кафедральных и ставропигиальных храмах может звучать: «Высо́копреосвяще́ннейший Влады́ко благослови́.»

- Священник произносит отпуст: «Воскресы́й из ме́ртвых Христо́с, и́стинный Бог наш,..»
- Хор:

1. «Ами́нь.»
2. «Христо́с воскре́се из ме́ртвых, сме́ртию сме́рть попра́в и су́щим во гробе́х живо́т дарова́в.»(трижды поскору). Если следует ещё один (Шестый час), то «Христо́с воскре́се…» поётся обычным напевом, после чего сразу поётся Воскресение Христово видевше пасхального Шеста́го часа,
3. «И нам дарова́ живо́т ве́чный, покланя́емся Его́ тридне́вному Воскресе́нию.»[2],
4. Многолетие — бывает только после пасхального часа, заменяющего Пе́рвый час, Молитвы утренние, Молитвы на сон грядущим, Повечерие и Полунощницу, если после них богослужение не продолжается.

- Предстоятель (либо старший из мирян) трижды восклицает: «Христо́с воскре́се!»
- Молящиеся на каждый раз отвечают ему: «Вои́стину воскре́се!»